# Grafica

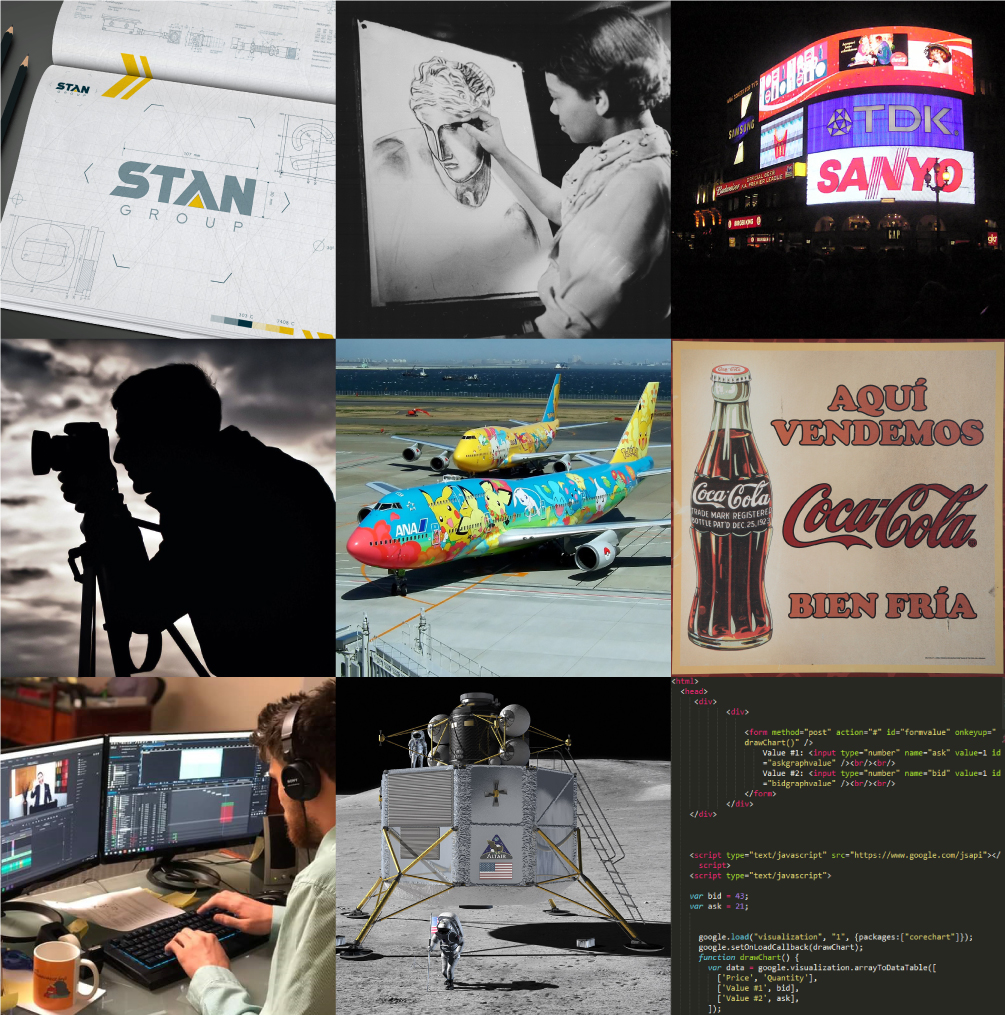
A causa della sua natura interdisciplinare, la progettazione grafica può essere eseguita in diverse aree di applicazione: branding, disegno tecnico e artistico, segnaletica, fotografia, editing di immagini e video, modellazione 3D, animazione, programmazione, ecc.

Il termine grafica indica genericamente il prodotto della progettazione orientata alla comunicazione visiva. Quindi il graphic design (termine inglese ampiamente utilizzato anche in italiano) è la professione e la disciplina accademica la cui attività consiste nel progettare comunicazioni visive destinate a trasmettere messaggi specifici a gruppi sociali, con obiettivi specifici. Il design si basa sul principio de "la forma segue una funzione specifica".
Pertanto, il graphic design è una branca interdisciplinare del design i cui fondamenti e obiettivi ruotano attorno alla definizione di problemi e alla determinazione di obiettivi per la risoluzione di questi attraverso la creatività e l'innovazione, insieme a strumenti manuali o digitali, trasformandoli per una corretta interpretazione. Questa attività contribuisce all'ottimizzazione della comunicazione grafica (vedi anche design della comunicazione). È nota anche come design della comunicazione visiva, visual design o design editoriale. 
Oltre al concetto internazionale di graphic design che intende l'attuazione di una precisa strategia di marketing prima e strategia creativa dopo, il termine può comprendere il concetto di grafica d'arte, settore orientato alla produzione in serie anche di opere artistiche, slegate quindi da una vera progettazione commerciale.
Il graphic design ha come campo di applicazione diversi ambiti di conoscenza focalizzati su qualsiasi sistema di comunicazione visiva. Ad esempio, può essere applicato nelle strategie pubblicitarie, oppure può essere applicato anche nel mondo dell'aviazione o dell'esplorazione spaziale. In questo senso, in alcuni paesi il design grafico è correlato solo alla produzione di schizzi e disegni, ciò non è corretto, poiché la comunicazione visiva è una piccola parte di una vasta gamma di tipi e classi in cui può essere applicato.

## Storia
Il primo grafico in senso moderno fu Henri de Toulouse-Lautrec, un pittore francese della seconda metà del XIX secolo.
L'espressione graphic design (letteralmente: progettazione grafica) nasce nel 1922, quando fu coniata da William Addison Dwiggins. Tuttavia fu utilizzata raramente fino al secondo dopoguerra; fino ad allora, i graphic designer erano chiamati commercial artist. Il settore della grafica si è sviluppato drammaticamente negli ultimi decenni del XX secolo, in quanto l'alta tecnologia ha iniziato a giocare un ruolo preminente. Di conseguenza, oggi la professione non è più limitata a libri, poster e pubblicità, ma include anche motion e interactive media e altro. Comunque sia, il grafico contemporaneo è erede di un'illustre ascendenza. Gli scribi sumeri che inventarono la scrittura, gli artigiani egizi che combinarono parole e immagini nei manoscritti papiri, gli stampatori di blocchi cinesi, i miniatori medievali e gli stampatori e compositori del XV secolo che progettarono i primi libri europei, fanno tutti parte della ricca eredità e storia della grafica.

### Gli inizi
In Cina, durante la dinastia Tang (618–907) i blocchi di legno venivano tagliati per stampare su tessuti e successivamente per riprodurre testi buddisti. Una scrittura buddista stampata nell'868 è il primo libro stampato conosciuto. A partire dall'XI secolo in Cina, rotoli e libri più lunghi furono prodotti utilizzando la stampa a caratteri mobili, rendendo i libri ampiamente disponibili durante la dinastia Song (960–1279). 
A metà del XV secolo a Magonza, in Germania, Johannes Gutenberg sviluppò un modo per riprodurre le pagine stampate a un ritmo più veloce utilizzando caratteri mobili realizzati con una nuova lega metallica che creò una rivoluzione nella diffusione delle informazioni. 

### XIX secolo
Nel 1849, Henry Cole divenne una delle forze più importanti nell'educazione al design in Gran Bretagna, informando il governo dell'importanza del design nel suo Journal of Design and Manufactures. Organizzò la Grande Esposizione come celebrazione della moderna tecnologia industriale e del design vittoriano.
Dal 1891 al 1896, la Kelmscott Press di William Morris fu leader nel design grafico associato al movimento Arts and Crafts, creando libri fatti a mano in stile medievale e rinascimentale, oltre a carte da parati e disegni tessili. Il lavoro di Morris, insieme al resto del movimento della stampa privata, influenzò direttamente l'Art Nouveau. 

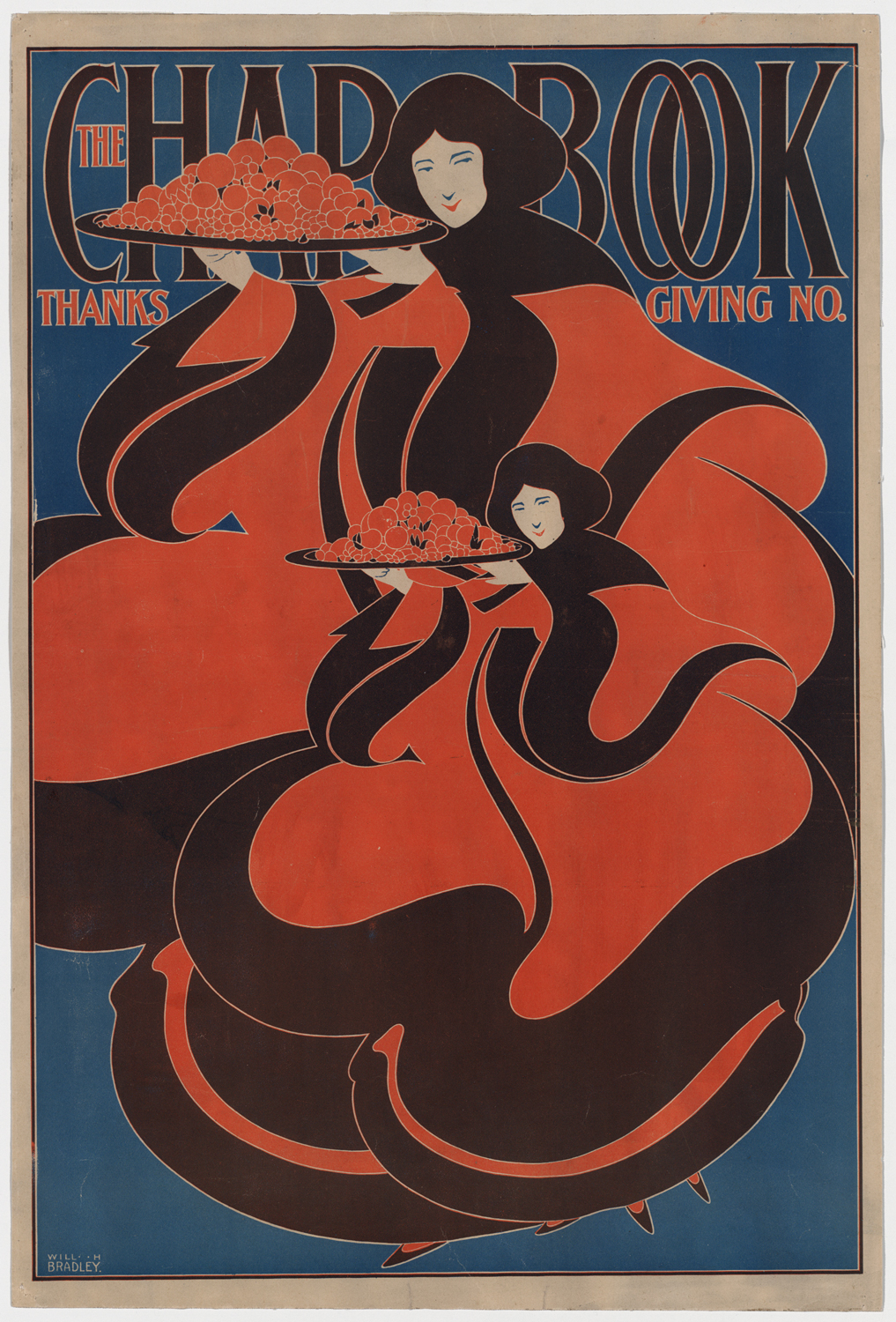
Copertina del numero del Ringraziamento del 1895 di The Chap-Book, disegnata da Will H. Bradley.

Will H. Bradley divenne uno dei grafici più importanti della fine del XIX secolo grazie alla creazione di opere d'arte in vari stili Art Nouveau. Bradley ha creato una serie di progetti come promozioni per una rivista letteraria intitolata The Chap-Book. 

### XX secolo
Nel 1917, Frederick H. Meyer, direttore e istruttore presso la California School of Arts and Crafts, tenne un corso intitolato "Graphic Design and Lettering". Graphic Design di W. G. Raffe, pubblicato nel 1927, fu il primo libro a utilizzare "Graphic Design" nel titolo. Nel 1936, l'autore e grafico Leon Friend pubblicò il suo libro intitolato "Graphic Design" ed è noto per essere il primo pezzo di letteratura a trattare ampiamente l'argomento. 
La segnaletica della metropolitana di Londra è un classico esempio di design dell'era moderna. Sebbene non avesse una formazione artistica, Frank Pick guidò il movimento di design e pubblicità dell'Underground Group. I primi segnali delle stazioni della metropolitana furono introdotti nel 1908 con il disegno di un disco rosso pieno con una barra blu al centro e il nome della stazione. Il nome della stazione era scritto in lettere bianche sans-serif. Era il 1916 quando Pick utilizzò l'esperienza di Edward Johnston per progettare un nuovo carattere tipografico per la metropolitana. Johnston ha ridisegnato il cartello e il logo della metropolitana per includere il suo carattere tipografico sulla barra blu al centro di un cerchio rosso. 
Negli anni '20, il costruttivismo sovietico applicò la “produzione intellettuale” a diverse sfere di produzione. Il movimento considerava l’arte individualistica inutile nella Russia rivoluzionaria e quindi si mosse verso la creazione di oggetti per scopi utilitaristici. Progettarono edifici, scenografie teatrali, manifesti, tessuti, vestiti, mobili, loghi, menu, ecc.
L'industria della progettazione grafica professionale è cresciuta parallelamente al consumismo. Ciò ha sollevato preoccupazioni e critiche, in particolare all'interno della comunità del design grafico con il manifesto First Things First. Lanciato per la prima volta da Ken Garland nel 1964, è stato ripubblicato come manifesto First Things First 2000 nel 1999 sulla rivista Emigre 51 affermando "Proponiamo un'inversione di priorità a favore di forme di comunicazione più utili, durature e democratiche – uno spostamento di mentalità dal marketing del prodotto verso l’esplorazione e la produzione di un nuovo tipo di significato. La portata del dibattito si sta restringendo; deve espandersi. Il consumismo corre incontrastato; deve essere sfidato da altre prospettive espresse, in parte, attraverso il linguaggi visivi e risorse del design." 

## Applicazioni
La progettazione grafica può avere molte applicazioni, dalla segnaletica stradale agli schemi tecnici e ai manuali di riferimento. Viene spesso utilizzato nel branding di prodotti ed elementi dell'identità aziendale come loghi, colori, imballaggi, etichette e testi.
Dalle riviste scientifiche alle notizie, la presentazione di opinioni e fatti viene spesso migliorata con grafica e composizioni ponderate di informazioni visive, note come progettazione dell'informazione. Con l'avvento del web, i progettisti dell'informazione con esperienza negli strumenti interattivi vengono sempre più utilizzati per illustrare il contesto delle notizie. La progettazione delle informazioni può includere la visualizzazione di dati e informazioni, che implica l'utilizzo di programmi per interpretare e formare dati in una presentazione visivamente accattivante e può essere collegata a grafici informativi.

## Competenze
Un progetto di design grafico può comportare la presentazione creativa di testo, ornamenti e immagini esistenti.
La "scuola del processo" riguarda la comunicazione; evidenzia i canali e i media attraverso i quali i messaggi vengono trasmessi e mediante i quali mittenti e destinatari codificano e decodificano questi messaggi.

### Tipografia

Differenza tra lettere serif e sans serif.

La tipografia include la progettazione del carattere, la modifica dei glifi del carattere e la disposizione di esso. I glifi vengono creati e modificati utilizzando tecniche di illustrazione. La disposizione del carattere è la selezione di caratteri tipografici, dimensione in punti, tracciamento (lo spazio tra tutti i caratteri utilizzati), crenatura (lo spazio tra due caratteri specifici) e interlinea (lo spazio tra le righe).
La tipografia viene eseguita da tipografi, compositori, artisti grafici, direttori artistici e impiegati. Fino all’era digitale, la tipografia era un’occupazione specializzata. Alcuni caratteri comunicano o assomigliano a nozioni stereotipate. Ad esempio, 1942 Report è un carattere che digita testo simile a una macchina da scrivere o a un report vintage. 

### Layout della pagina
Il layout della pagina riguarda la disposizione degli elementi (contenuto) su una pagina, come il posizionamento delle immagini, il layout del testo e lo stile. Il design della pagina è sempre stato preso in considerazione nel materiale stampato e più recentemente è stato esteso a display come le pagine web. Gli elementi sono generalmente costituiti da testo (testo), immagini (immagini) e (con i supporti di stampa) occasionalmente grafica segnaposto come una fustella per elementi che non sono stampati con inchiostro come fustellatura/taglio laser, stampa a caldo o goffratura cieca.

### Griglie

Sezione aurea nel design del libro.

Una griglia funge da metodo per organizzare sia lo spazio che le informazioni, consentendo al lettore di comprendere facilmente il progetto complessivo. Inoltre, una griglia funziona come un contenitore di informazioni e un mezzo per stabilire e mantenere l’ordine. Nonostante le griglie siano utilizzate da secoli, molti grafici le associano al design svizzero. Il desiderio di ordine negli anni Quaranta portò a un approccio altamente sistematico alla visualizzazione delle informazioni. Tuttavia, le griglie furono successivamente considerate noiose e poco interessanti, guadagnandosi l'etichetta di "designersaur". Oggi le griglie sono tornate ad essere considerate strumenti cruciali per i professionisti, siano essi alle prime armi o veterani. 

## Strumenti
A metà degli anni '80 le applicazioni software di desktop publishing e arte grafica introdussero funzionalità di manipolazione e creazione di immagini del computer che in precedenza erano state eseguite manualmente. I computer hanno consentito ai progettisti di vedere immediatamente gli effetti del layout o dei cambiamenti tipografici e di simulare gli effetti dei media tradizionali. Strumenti tradizionali come le matite possono essere utili anche quando per la finalizzazione si utilizzano i computer; un designer o un direttore artistico può abbozzare numerosi concetti come parte del processo creativo. Gli stili possono essere utilizzati con i tablet per acquisire digitalmente i disegni fatti a mano. 

### Computer e software

Adobe Illustrator CS4

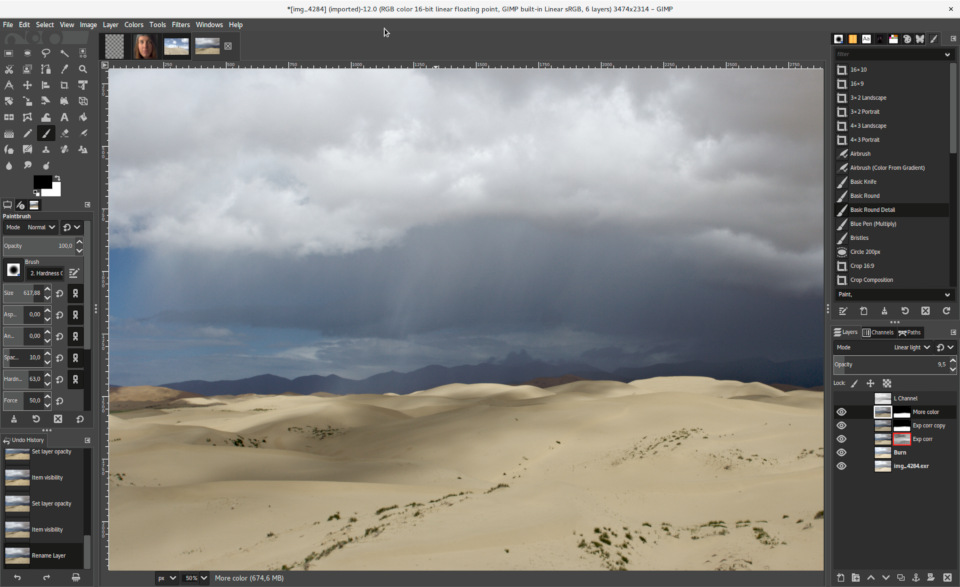
GIMP 2.10

I designer non sono d'accordo sul fatto che i computer migliorino il processo creativo. Alcuni designer sostengono che i computer consentono loro di esplorare più idee rapidamente e in modo più dettagliato di quanto si possa ottenere tramite il rendering manuale o il menabò. Mentre altri progettisti ritengono che le scelte illimitate della progettazione digitale possano portare alla paralisi o a iterazioni infinite senza risultati chiari.
La maggior parte dei progettisti utilizza un processo ibrido che combina tecnologie tradizionali e basate su computer. Innanzitutto, vengono utilizzati layout renderizzati a mano per ottenere l'approvazione per l'esecuzione di un'idea, quindi il prodotto visivo raffinato viene prodotto su un computer.
Ci si aspetta che i grafici siano esperti nei programmi software per la creazione di immagini, la tipografia e il layout. Quasi tutti i programmi software più diffusi e "standard del settore" utilizzati dai grafici a partire dai primi anni '90 sono prodotti di Adobe Inc. Nella fase finale vengono spesso utilizzati Adobe Photoshop (un programma basato su raster per il fotoritocco) e Adobe Illustrator (un programma basato su vettori per il disegno). Anche CorelDRAW, un software di editing di grafica vettoriale sviluppato e commercializzato da Corel Corporation, è utilizzato in tutto il mondo. I progettisti utilizzano spesso immagini raster e grafica vettoriale pre-progettate nel loro lavoro da database di progettazione online. Le immagini raster possono essere modificate in Adobe Photoshop, i loghi vettoriali e le illustrazioni in Adobe Illustrator e CorelDRAW e il prodotto finale assemblato in uno dei principali programmi di impaginazione, come Adobe InDesign, Serif PagePlus e QuarkXPress.
Molti programmi gratuiti e open source vengono utilizzati anche da professionisti e grafici occasionali. Inkscape utilizza Scalable Vector Graphics (SVG) come formato di file principale e consente di importare ed esportare altri formati. Altri programmi open source utilizzati includono GIMP per il fotoritocco e la manipolazione delle immagini, Krita per la pittura digitale e Scribus per l'impaginazione.

## Campi di progettazione correlati

### Progettazione dell'interfaccia
Dall'avvento dei personal computer, molti grafici sono stati coinvolti nella progettazione dell'interfaccia, in un ambiente comunemente denominato interfaccia grafica (GUI - Graphical user interface). Ciò ha incluso il web design e la progettazione del software quando l'interattività dell'utente finale è una considerazione di progettazione del layout o dell'interfaccia. Combinando le capacità di comunicazione visiva con la comprensione dell'interazione dell'utente e del branding online, i grafici spesso lavorano con sviluppatori di software e sviluppatori web per creare l'aspetto di un sito web o di un'applicazione software. Un aspetto importante del design dell'interfaccia è il design delle icone.

### Progettazione dell'esperienza dell'utente
Lo User Experience Design (UX) è lo studio, l'analisi e lo sviluppo della creazione di prodotti che forniscano esperienze significative e rilevanti agli utenti. Ciò comporta la creazione dell'intero processo di acquisizione e integrazione del prodotto, compresi gli aspetti di branding, design, usabilità e funzionalità. La progettazione UX implica la creazione dell'interfaccia e delle interazioni per un sito Web o un'applicazione ed è considerata sia un atto che un'arte. Questa professione richiede una combinazione di competenze, tra cui visual design, psicologia sociale, sviluppo, gestione dei progetti e, soprattutto, empatia verso gli utenti finali. 

### Progettazione grafica esperienziale
La progettazione grafica esperienziale è l'applicazione delle capacità di comunicazione all'ambiente costruito. Quest'area della progettazione grafica richiede che i professionisti comprendano le installazioni fisiche che devono essere prodotte e resistere alle stesse condizioni ambientali degli edifici. In quanto tale, si tratta di un processo di collaborazione interdisciplinare che coinvolge progettisti, costruttori, urbanisti, architetti, produttori e team di costruzione.
I grafici esperienziali cercano di risolvere i problemi che le persone incontrano mentre interagiscono con gli edifici e lo spazio (chiamato anche design grafico ambientale). Esempi di aree di pratica per i progettisti grafici ambientali sono l'orientamento, il placemaking (un approccio multiforme alla pianificazione, progettazione e gestione degli spazi pubblici), gli ambienti di marca, le mostre e gli allestimenti museali, le installazioni pubbliche e gli ambienti digitali.

## Occupazioni

I simboli grafici sono spesso funzionalisti e anonimi, come illustrano questi pittogrammi del National Park Service degli Stati Uniti.

I percorsi di carriera nel graphic design coprono tutte le parti dello spettro creativo e spesso si sovrappongono. I lavoratori svolgono compiti specializzati, come servizi di progettazione, editoria, pubblicità e pubbliche relazioni. Nel 2023, la retribuzione media era di 50.710 dollari all'anno. I principali titoli professionali all'interno del settore sono spesso specifici del paese. Possono includere graphic designer, direttore artistico, direttore creativo, animatore e artista di produzione entry level. A seconda del settore servito, le responsabilità possono avere titoli diversi come "associato DTP" o "Artista grafico". Le responsabilità possono coinvolgere competenze specialistiche come illustrazione, fotografia, animazione, effetti visivi o design interattivo.
Si prevede che l’occupazione nella progettazione di progetti online aumenterà del 35% entro il 2026, mentre l’occupazione nei media tradizionali, come la progettazione di giornali e libri, dovrebbe diminuire del 22%. Ci si aspetta che i grafici imparino costantemente nuove tecniche, programmi e metodi. 
I grafici possono lavorare all'interno di aziende dedicate specificamente al settore, come società di consulenza di design o agenzie di branding, altri possono lavorare all'interno di società editoriali, di marketing o di altra comunicazione. Soprattutto dopo l'introduzione dei personal computer, molti grafici lavorano come designer interni in organizzazioni non orientate al design. I grafici possono anche lavorare come freelance, lavorando secondo le proprie condizioni, prezzi, idee, ecc.
Un graphic designer in genere riporta al direttore artistico, al direttore creativo o al creativo senior dei media. Man mano che un designer diventa più senior, passa meno tempo a progettare e più tempo a guidare e dirigere altri designer su attività creative più ampie, come lo sviluppo del marchio e lo sviluppo dell'identità aziendale. Spesso ci si aspetta che interagiscano più direttamente con i clienti, ad esempio accettando e interpretando brief.

### Crowdsourcing nella progettazione grafica
Jeff Howe di Wired Magazine ha utilizzato per la prima volta il termine "crowdsourcing" nel suo articolo del 2006, "The Rise of Crowdsourcing". Si estende a settori creativi come il design grafico, l'architettura, il design dell'abbigliamento, la scrittura, l'illustrazione e altri campi. I compiti possono essere assegnati a individui o a un gruppo e possono essere classificati come convergenti o divergenti. Un esempio di attività divergente è generare progetti alternativi per un poster. Un esempio di attività convergente è la selezione del design di un poster. Aziende, startup, piccole imprese e imprenditori hanno tutti beneficiato del design crowdsourcing poiché li aiuta a reperire ottimi progetti grafici con una frazione del budget che spendevano prima. Ottenere il design di un logo tramite crowdsourcing è uno dei più comuni.

## Il ruolo del design grafico

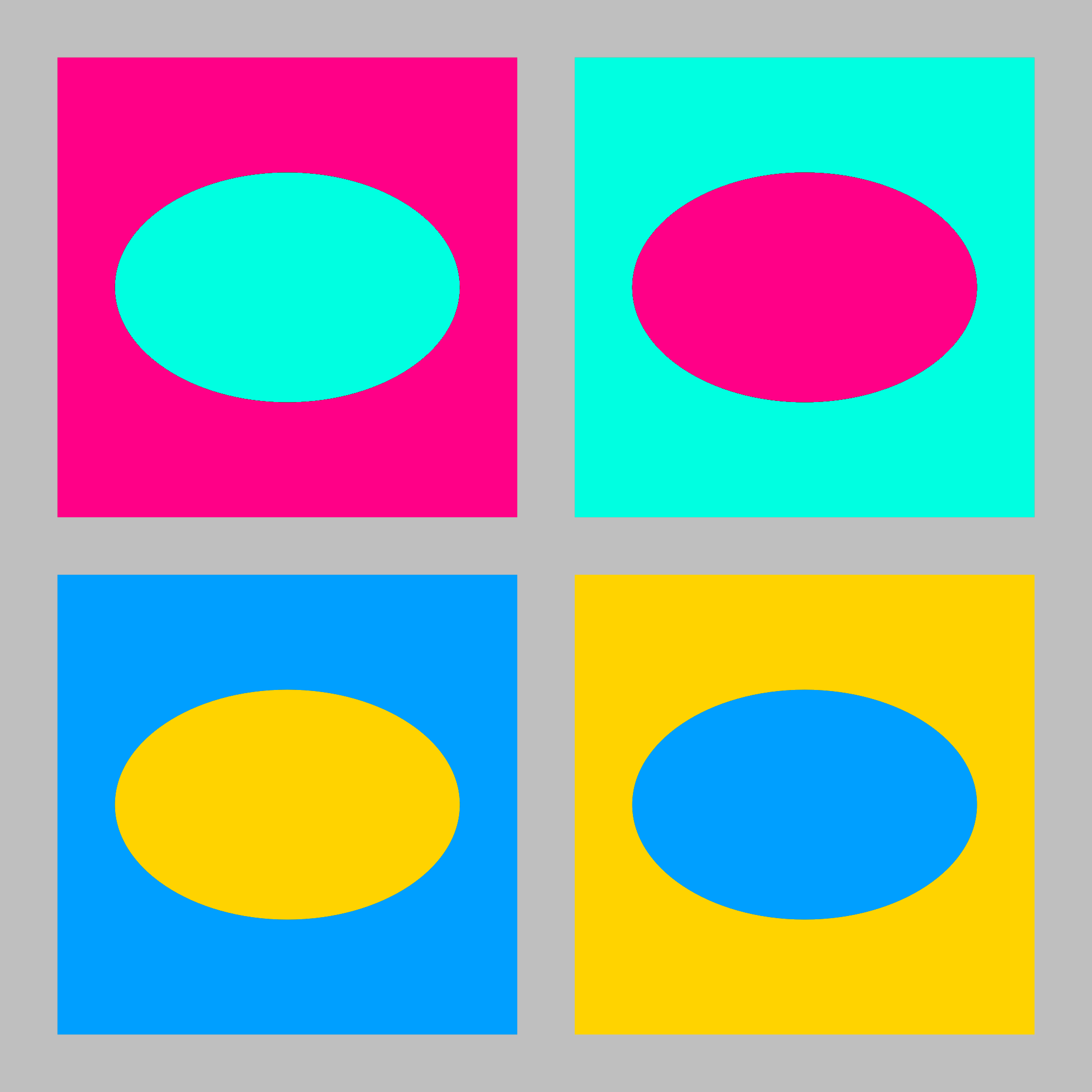
Griglia 2x2 con i colori contrari nella teoria del processo dell'avversario che riempie il quadrato o l'ellisse di ciascuna linea.

La progettazione grafica è essenziale per la pubblicità, il branding e il marketing, influenzando il modo in cui le persone agiscono. Un buon design grafico crea marchi forti e riconoscibili, comunica messaggi in modo chiaro e modella il modo in cui i consumatori vedono e reagiscono alle cose.
Un modo in cui il design grafico influenza il comportamento dei consumatori è attraverso l’uso di elementi visivi, come colori, tipografia e immagini. Gli studi hanno dimostrato che alcuni colori possono evocare emozioni e comportamenti specifici nei consumatori e che la tipografia può influenzare il modo in cui le informazioni vengono percepite e ricordate. Ad esempio, i caratteri serif sono spesso associati alla tradizione e all'eleganza, mentre i caratteri sans-serif sono visti come moderni e minimalisti. Tutti questi fattori possono influenzare il modo in cui i consumatori percepiscono un marchio e il suo messaggio. 
Un altro modo in cui il design grafico influisce sul comportamento dei consumatori è attraverso la sua capacità di comunicare informazioni complesse in modo chiaro e accessibile. Ad esempio, le infografiche e le visualizzazioni dei dati possono aiutare a distillare informazioni complesse in un formato facile da comprendere e coinvolgente per i consumatori. Ciò può contribuire a rafforzare la fiducia e la credibilità dei consumatori e incoraggiarli ad agire.

## Considerazione etica nella progettazione grafica
L’etica è una considerazione importante nella progettazione grafica, in particolare quando si tratta di rappresentare accuratamente le informazioni ed evitare stereotipi dannosi. I grafici hanno la responsabilità di garantire che il loro lavoro sia veritiero, accurato e privo di elementi fuorvianti o ingannevoli. Ciò richiede un impegno verso l’onestà, l’integrità e la trasparenza in tutti gli aspetti del processo di progettazione.
Una delle considerazioni etiche chiave nella progettazione grafica è la responsabilità di rappresentare accuratamente le informazioni. Ciò significa garantire che qualsiasi affermazione o dichiarazione fatta nei materiali pubblicitari o di marketing sia vera e supportata da prove. Ad esempio, un'azienda non dovrebbe utilizzare statistiche fuorvianti per promuovere il proprio prodotto o servizio o fare false dichiarazioni sui suoi vantaggi. I grafici devono fare attenzione a rappresentare accuratamente le informazioni in tutti gli elementi visivi, come grafici, diagrammi e immagini, ed evitare di distorcere o travisare i dati. 
Un’altra importante considerazione etica nella progettazione grafica è la necessità di evitare stereotipi dannosi. Ciò significa evitare immagini o messaggi che perpetuano stereotipi negativi o dannosi basati su razza, genere, religione o altre caratteristiche. I grafici dovrebbero sforzarsi di creare progetti che siano inclusivi e rispettosi di tutti gli individui e le comunità ed evitare di rafforzare atteggiamenti o pregiudizi negativi.

## Il futuro del design grafico
È probabile che il futuro del design grafico sia fortemente influenzato dalle tecnologie emergenti e dalle tendenze sociali. I progressi in settori quali l’intelligenza artificiale, la realtà virtuale e aumentata e l’automazione trasformeranno probabilmente il modo in cui i grafici lavorano e creano progetti. Anche le tendenze sociali, come una maggiore attenzione alla sostenibilità e all’inclusività, avranno probabilmente un impatto sul futuro del design grafico. 
Un’area in cui è probabile che le tecnologie emergenti abbiano un impatto significativo sulla progettazione grafica è l’automazione di determinate attività. Gli algoritmi di apprendimento automatico, ad esempio, possono analizzare set di dati di grandi dimensioni e creare progetti basati su modelli e tendenze, consentendo ai progettisti di concentrarsi su attività più complesse e creative. Le tecnologie di realtà virtuale e aumentata possono anche consentire ai designer di creare esperienze coinvolgenti e interattive per gli utenti, offuscando i confini tra il mondo digitale e quello fisico. 
È probabile che anche le tendenze sociali plasmino il futuro del design grafico. Man mano che i consumatori diventano più consapevoli delle questioni ambientali, ad esempio, potrebbe esserci una maggiore domanda di progetti che diano priorità alla sostenibilità e riducano al minimo gli sprechi. Allo stesso modo, è probabile che ci sia una crescente attenzione all’inclusività e alla diversità nel design, con i designer che cercano di creare progetti che siano accessibili e rappresentativi di un’ampia gamma di individui e comunità.